# Prêt-à-porter (moda)
Prêt-à-porter ([pʀɛtapɔʀˈte], fr. gotowe do noszenia o ubraniach) – kolekcje ubrań dostępnych w sklepach, z produkcji seryjnej, a nie szyte na zamówienie u krawca. Po raz pierwszy określenie pojawiło się w 1949 roku.

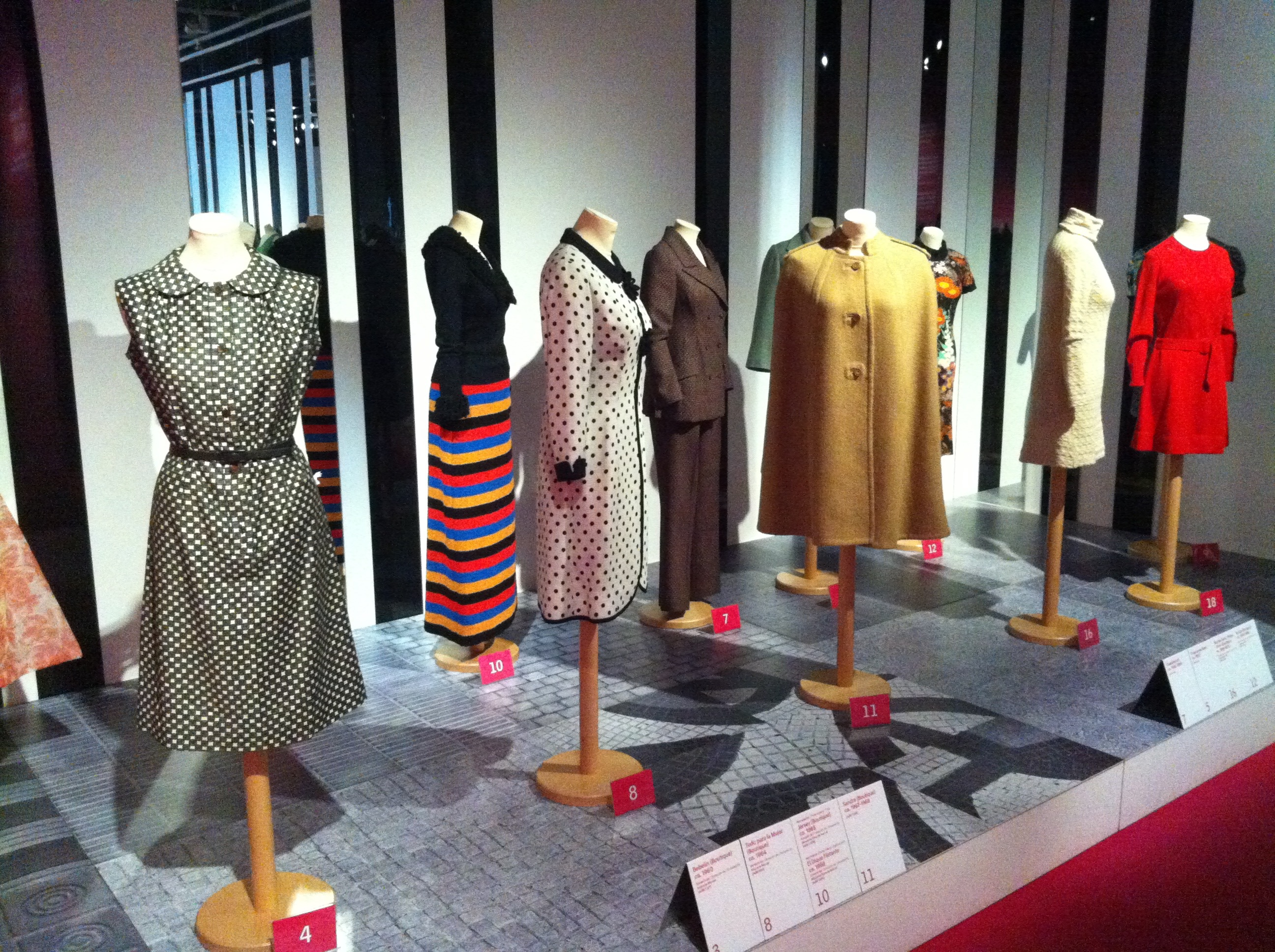
Wystawa odzieży prêt-à-porter w Palau Robert

Tak powstała i rozpropagowała ten styl firma Cacharel. Projektantami kolekcji tego typu są m.in. Donna Karan czy Marc Jacobs.
Jego przeciwieństwem jest haute couture.